# زیاگان بنگلادش
زیاگان بنگلادش بر اساس ثبت‌های ناکامل شامل حدود ۱٬۶۰۰ گونه مهره‌دار و حدود ۱٬۰۰۰ گونه بی‌مهره است. زیاگان مهره‌دار متشکل از تقریباً ۲۲ گونه دوزیست، ۷۰۸ گونه ماهی، ۱۲۶ گونه خزنده، ۶۲۸ گونه پرنده و ۱۱۳ گونه پستاندار هستند.
تا کنون، تعدادی جاندار به‌طور کامل در این کشور ناپدید شده‌اند و ۲۰۱ گونه دیگر نیز تهدید می‌شوند. سگ وحشی آسیایی اکنون به‌واسطه از دست رفتن زیستگاه و گونه‌های طعمه و آزار و اذیت انسانی در معرض انقراض است. گونه‌های حیوان قابل توجه که در بنگلادش ناپدید شده‌اند، کرگدن هندی، کرگدن سوماترایی، گاومیش هندی، بنتنگ، باراسینگا، نیلی‌گاو، گرگ هندی، گاومیش، گاندو و طاووس معمولی هستند.